# グラント・ハッティング
グラント・ハッティング（Grant Hattingh、1990年10月3日 - ）は、南アフリカのラグビー選手。

## プロフィール
- 南アフリカヨハネスブルグ出身。
- ポジションはロック(LO)、フランカー(FL)。
- 身長 201cm、体重 115kg
- ニックネームはグラント。

## 略歴
ラグビーを始めたきっかけは友達と楽しく遊ぶため。
ステレンボッシュ大学、ライオンズ、ブルズを経る。
2015年、クボタスピアーズ(現・クボタスピアーズ船橋・東京ベイ)に加入。同年11月14日に行われたジャパンラグビートップリーグ第1節の東芝ブレイブルーパス戦に先発出場で日本での公式戦初出場を果たす。
2017年12月、サンウルブズの2018年スコッドに選ばれた。
2018年、神戸製鋼コベルコスティーラーズ(現・コベルコ神戸スティーラーズ)に加入。
2021年、神戸製鋼コベルコスティーラーズを退団した。

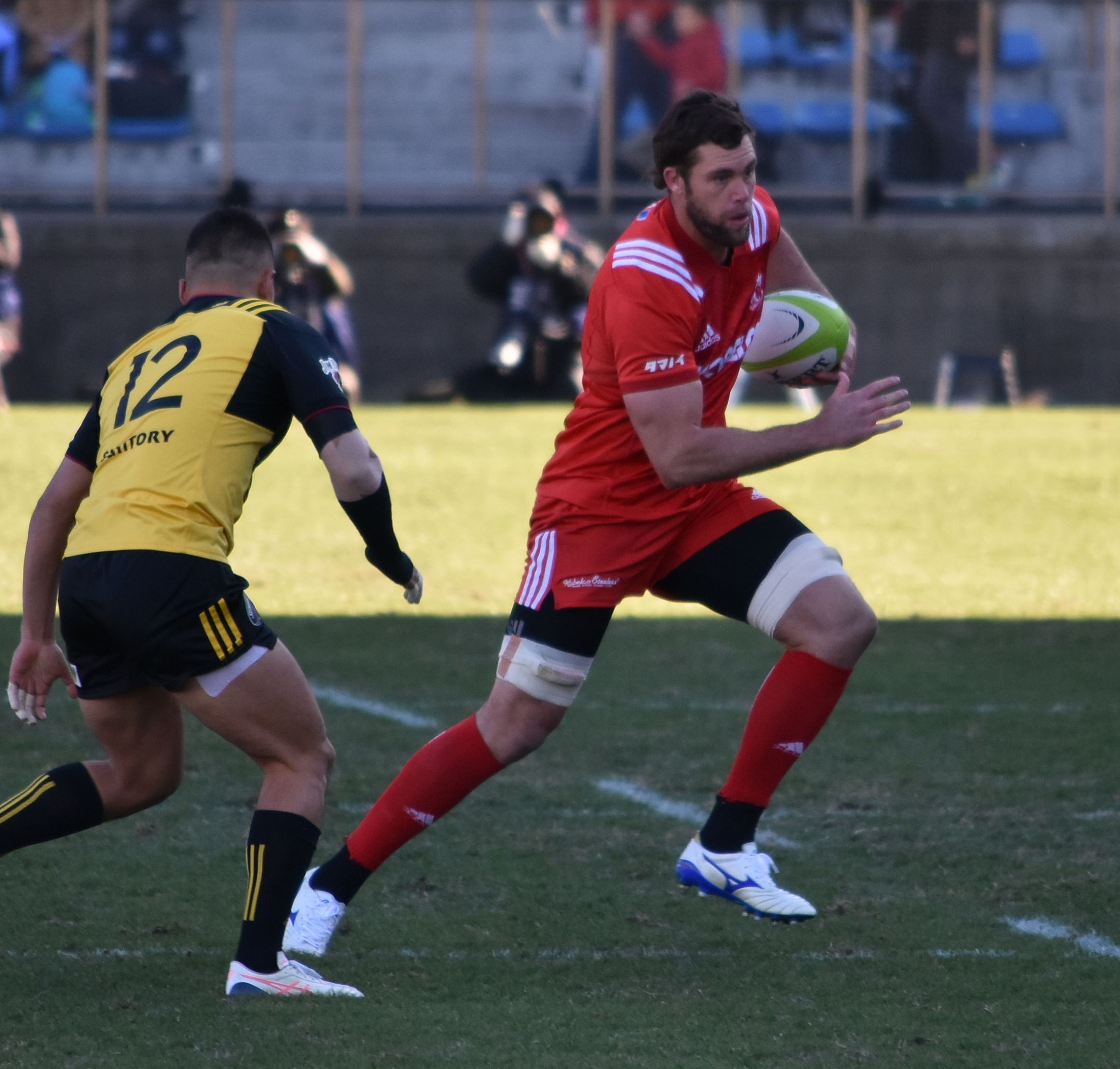
第56回日本ラグビーフットボール選手権大会兼トップリーグ総合順位決定トーナメント決勝（2018年12月15日撮影）
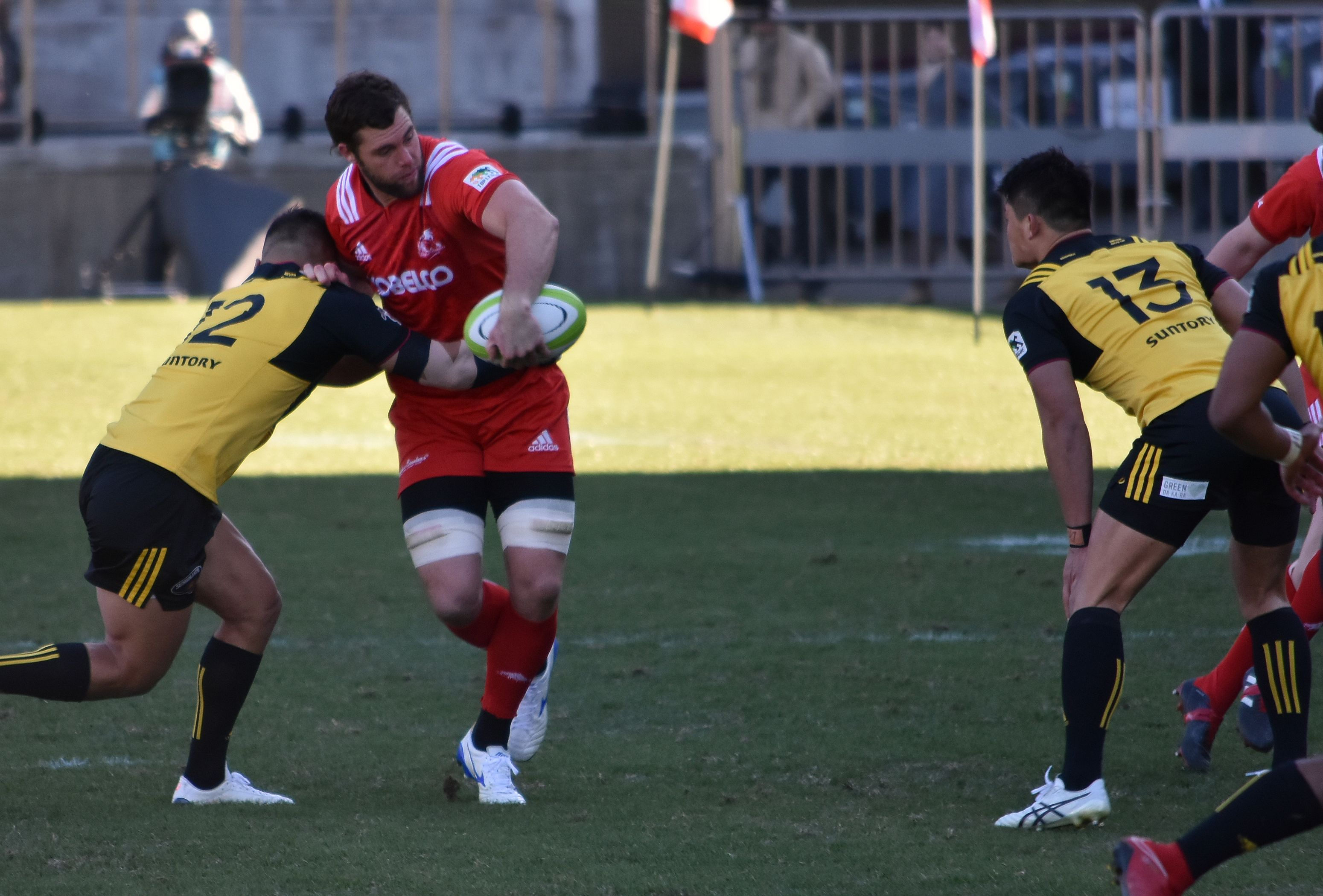
同左（2018年12月15日撮影）